# Dimeria monostachya
Dimeria monostachya är en gräsart som beskrevs av John Raymond Reeder. Dimeria monostachya ingår i släktet Dimeria och familjen gräs. Inga underarter finns listade i Catalogue of Life.